# 中間支援組織
中間支援組織（ちゅうかんしえんそしき）については、いくつかの解釈があるが、一般的には、第一に、

「多元的社会における共生と協働という目標に向かって、地域社会とNPOの変化やニーズを把握し、人材、資金、情報などの資源提供者とNPOの仲立ちをしたり、また、広義の意味では各種サービスの需要と供給をコーディネートする組織」内閣府『中間支援組織の現状と課題に関する調査報告』（2002年）

である。NPOを支援するNPOという言い方で要約される場合がある。インターミディアリー（intermediary）、中間支援団体とも呼ばれる。NPOセンター、ボランティアセンターなどとも呼ばれる場合もあるが、それぞれの特性がある。
第二に、自治体などで、行政と地域の間にたって様々な活動を支援する組織のことをいう場合もある。この場合でも、多くはNPOへの支援などを主目的として発足しているケースが多い。まちづくりセンターなどと呼ばれるが、まちづくりへの市民の参加を活性化するという文脈で、NPOの整備のための相談窓口などのセンター的機能を持つことも多い。
第一の一般的意味では、行政とNPOのみならず、企業とNPOや、市民とNPO、NPOとNPO、民間財団や寄付者などの支援者とNPOやNPOの支援対象者などの被支援者、など多様な関係性を取り持つことになる。また、NPOセクターの共通する主張や意見を政策提言したりすることもある。第二の意味での行政側からの、行政と地域（あるいは地域住民）との間を取り持つ組織という視点より広いことに注意する必要がある。

## 中間支援組織
日本では、特定非営利活動促進法（NPO法）成立後、特定非営利活動法人（NPO法人）の増加とともに、全国的に中間支援組織の設置が相次いだ。NPOセンター、NPOサポートセンターという名称が多い。公設、民設両方の形態があるが、公設の中には、民営（運営をNPO法人等の民間に委託している）のところもある。地方自治法の改正により、指定管理者制度が導入されたことから、「公設民営」型が増えることが予想される。
中間支援組織の形態としては、NPO、タウンマネージメント機関など第三セクター的なもの、自治体内部におかれるもの、また、社会福祉協議会が設置しているものなどがある。行政の内部におかれる場合には、市民セクターの相互調整や代表機能を果たすことができず、「中間」支援組織というよりも行政組織の地域社会とのつながりを重視した特性を表現している。
様々な方向での専門化も見られ、総合系の他に、国際NGO系、介護保険事業者系、ボランティアセンター系、まちづくり系などがある。

## まちづくりと中間支援組織
中間支援組織は、当初NPOへの支援を主とした事例が圧倒的であったことから、現在でも、NPOやボランティアの支援機関としての意味合いが一般的である。
ただし、最近では直接的に住民や地域に対する支援を行う事例も登場しており、必ずしもNPOへの支援機関という形態に限られないものもある。この意味では、特定非営利活動法人の場合であれば、特定非営利活動促進法上の、第２条別表１９号の目的を掲げる団体を中心とするが、第３号の目的を掲げる場合もあるということができる。
いわゆるまちづくりにおける中間支援組織の先行事例としては、世田谷区にある一般財団法人世田谷トラストまちづくりがあるが、これは1993年（平成6年）に設立された世田谷区都市整備公社とせたがやトラスト協会が2006年（平成18年）に合併したもので、現在、自然環境、教育、地域のネットワーク形成などへの支援事業や出版物の刊行販売、立体駐車場の事業による交通の是正などがなされている。また、その他の例として新潟県中越地震において被災した地域の復興を主眼とした新潟県長岡市による中越復興市民会議などがある。
こうした地域活性化・地域振興のあり方として中間支援組織に対する社会的期待と関心が集る中、内閣府のNPO政策においても2001年（平成13年）頃より中間支援組織を大きく取り上げるようになり、内閣府の委託調査として東京都東久留米市、千葉県松戸市、群馬県大泉町などに委託をしている。東久留米市では、東久留米まちづくりサポートセンターを設立、松戸市でも市民活動サポートセンターを設立、大泉町でも外国人住民との協働やボランティア育成事業等を推進している。
今日、特に災害復興を主眼としていたり、市民意識の高い自治体、或いは市民意識の醸成を進めたい自治体において地域活性化を主眼として、行政と市民をつなぐ協働のモデルケースと位置づけられることも多く、今日市町村において中間支援組織を軸とした地域活性化・協働事業を推進しようという動きが顕著となりつつある。